# Saint-Seurin-de-Cadourne
 Saint-Seurin-de-Cadourne  es una población y comuna francesa, situada en la región de Aquitania, departamento de Gironda, en el distrito de Lesparre-Médoc y cantón de Pauillac.

## Demografía
| 660 | 634 | 710 | 753 | 799 | 767 |
| Para los censos de 1962 a 1999 la población legal corresponde a la población sin duplicidades (Fuente: INSEE [Consultar]) |     |     |     |     |     |